# Януш Малльов
Я́нуш Ма́лльов (пол. Janusz Mallow) — польський футбольний арбітр і функціонер. Обслуговував ігри найвищої ліги Польщі. 1928 року очолював Польську колегію суддів, 1929—1933 — заступник голови цієї колегії. Упродовж 1932—1946 років — заступник голови Ревізійної комісії ФІФА, перший представник Польщі, обраний до керівних органів ФІФА.

## Життєпис
Колишній футболіст клубу «Стелла» (Ґнезно). Один із найвідоміших футбольних суддів у Познані, Януш Малльов у 1922, 1923, 1924 і 1926 роках очолював Суддівську колегію Познанського окружного футбольного союзу. 1928 року очолив Польську колегію суддів, у 1929—1933 роках працював заступником голови цієї колегії.
Учасник конгресу ФІФА 1930 року в Будапешті. Упродовж 1932—1946 років — заступник голови Ревізійної комісії ФІФА, перший представник Польщі, обраний до керівних органів ФІФА. Член делегації футбольної збірної Польщі на Олімпійських іграх 1936 у Берліні.
Почесний член Польського футбольного союзу (1963).